# Alina Kabajevová
Alina Maratovna Kabajevová (rusky Али́на Мара́товна Каба́ева; tatarsky Älinä Marat qızı Qabayeva; * 12. května 1983 Taškent) je ruská politička a bývalá moderní gymnastka rusko-tatarského původu, olympijská vítězka, desetinásobná mistryně světa a patnáctinásobná mistryně Evropy.
Je historicky nejúspěšnější moderní gymnastkou Ruska (včetně éry Sovětského svazu), která vybojovala dvě medaile z olympijských her, osmnáct z mistrovství světa a dvacet pět z mistrovství Evropy. Od roku 2007 je poslankyní Dumy za stranu Jednotné Rusko.
Během sportovní kariéry vážila 48 kg, měří 166 cm a disponuje mimořádným vrozeným rozsahem pohybů.
Podle informací z médií je dlouholetou milenkou ruského prezidenta Vladimira Putina a má s ním dva syny, Ivana (*2015) a Vladimira (*2019).

## Život
Narodila se v Taškentu otci tatarské národnosti a ruské matce. S moderní gymnastikou začala v roce 1987, ve věku 4 let. První trenérkou se stala A. Malkinová. Otec hrál závodně fotbal a rodina se s ním stěhovala po území Uzbekistánu, Kazachstánu a Ruska.
Nejdříve jí trenéři nedávali mnoho šancí na úspěšnou kariéru, protože měla na moderní gymnastiku příliš robustní postavu a nebyla „hezká“. V mládí se přestěhovala do Ruska, kde jí matka představila šéftrenérce reprezentace Irině Vinerové, které se okamžitě zalíbila.
| „                | Nemohla jsem uvěřit svým očím, když jsem ji poprvé spatřila. Dívka měla málo vídanou kombinací obou klíčových předpokladů potřebných pro moderní gymnastiku – ohebnost a obratnost. | “ |
| — Irina Vinerová | |   |

Poté začala u Vinerové trénovat a dostavily se první úspěchy ve formě vyhraných závodů. Na mezinárodní scéně debutovala v roce 1996. V patnácti letech v roce 1998 vyhrála první titul mistryně Evropy (Portugalsko). O rok později vítězství zopakovala a přidala ještě titul mistryně světa z Ósaky (Japonsko). Na mistrovství Evropy v Budapešti 2003 získala celkem čtyři zlaté medaile, jedno stříbro a jeden bronz.
Na Letních olympijských hrách 2000 v Sydney byla favoritkou na vítězství ve všech disciplínách, ale kvůli chybě v jinak výjimečném vystoupení, poté, co ztratila obruč, pro kterou musela vyběhnout mimo vymezené závodní území, se umístila celkově na třetím místě s bodovým ziskem 39,466 (švihadlo 9,925, obruč 9,641, míč 9,950, stuha 9,950).
Na Hrách dobré vůle konaných v roce 2001 v Brisbane získala zlato ve třech disciplínách – míči, kuželech a švihadlu, stříbrnou medaili pak ve víceboji a obruči. Přesto jí medaile nezůstaly, protože byla spolu s týmovou kolegyní Irinou Čačinovou pozitivně testována na zakázané sulfonamidové diuretikum furosemid (ATC C03). Výsledky z Her dobré vůle a také z mistrovství světa v Madridu 2001 byly těmto ruským gymnastkám anulovány. Ukrajinka Tamara Jerofejevová se tak dodatečně stala mistryní světa.
Na Letních olympijských hrách 2004 v Athénách vyhrála ve víceboji jednotlivkyň s celkovým ziskem 108,400 bodů (obruč 26,800, míč 27,350, kužely 27,150, stuha 27,100), stříbro si odvezla její kolegyně Irina Čačinová.
V říjnu 2004 oznámila ukončení aktivní kariéry. Nicméně v červnu 2005 ruská šéftrenérka Irina Vinerová připustila možnost jejího návratu. Gymnastka se pak objevila v reprezentačním týmu na přátelském střetnutí Rusko–Itálie v Janově, které se uskutečnilo 10. září 2005. 5. března 2006 dokázala vyhrát závod Gazprom Moscow Grand Prix, na kterém skončily druhá a třetí krajanky Věra Sessinová a Olga Kapranovová.

## Po ukončení sportovní kariéry
V roce 2005 stala členkou nově zřízené Komory lidu.
Objevila se také krátce v japonském filmu z roku 2001 Red Shadow, kde předváděla gymnastický trénink.
V roce 2005 s ní ruská rapová skupina Igra Slov natočila skladbu a poté i videoklip.
Od roku 2007 byla poslankyní Dumy za prokremelskou stranu Jednotné Rusko. V září 2014 ukončila Kabajevová svou politickou činnost a stala se předsedkyní představenstva ruského holdingu National Media Group, který vedla až do roku 2020.

## Vztah s Vladimirem Putinem

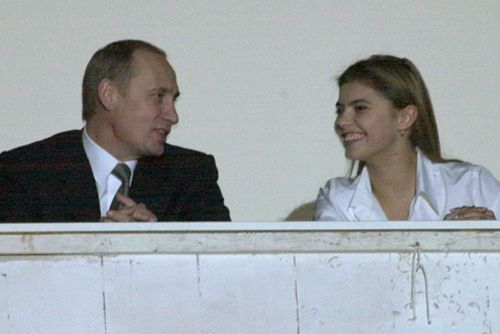
Kabajevová s Putinem při sledování mistrovství Ruska v moderní gymnastice 2001

V dubnu 2008 otiskly ruské noviny Moskovskij Koresponděnt zprávu, že se na červen chystá svatba bývalé gymnastky s tehdejším ruským prezidentem Vladimirem Putinem, poté, co ukončí působení v úřadu. 18. dubna 2008 se k tomu Putin vyjádřil během konference se Silviem Berlusconim, když řekl „Není tam ani jediné pravdivé slovo“ (ve zprávě). Zatímco byl prezident na zahraniční návštěvě, tiskový mluvčí gymnastky také informaci dementoval a odmítl ji slovem „nesmysl“. Noviny, které zprávu otiskly, přestaly natrvalo vycházet 29. října 2008.
Po ruské invazi na Ukrajinu v roce 2022 více než 60 000 lidí ve Švýcarsku, kde Kabajevová žije na střežené horské chatě u Lugana, podepsalo petici za její vyhoštění. Petice má název: „Připojte Evu Braunovou k jejímu vůdci“, čímž odkazuje na vztah nacistického diktátora Adolfa Hitlera a jeho milenky Evy Braunové.